# Franky Vercauteren
François Vercauteren (* 28. Oktober 1956 in Molenbeek-Saint-Jean), zumeist als Franky Vercauteren bezeichnet, manchmal auch Frank Vercauteren, Spitzname: „Der Prinz“, ist ein ehemaliger belgischer Fußballspieler auf der Position eines links-offensiv agierenden Mittelfeldspielers, der nun als Fußballtrainer tätig ist.

## Spielerkarriere

### Verein
Er bestritt sein Debüt für die erste Mannschaft von Anderlecht 1975 gegen den KRC Mechelen. Eine Doppelverletzung im Oktober 1975 und Januar 1976 verlangsamten seine Entwicklung. Vercauteren gewann fünf europäische Titel mit Anderlecht (zweimal den Europapokal der Pokalsieger, einmal den UEFA-Pokal, zweimal den Europäischen Supercup). Er gewann außerdem zweimal den Belgischen Pokal, vier Meistertitel und zweimal den Belgischen Supercup. 1987 wechselte er zum FC Nantes nach Frankreich und kam drei Jahre später zurück nach Belgien, um bis 1993 für RWD Molenbeek zu spielen. Während der Zeit bei Nantes beendete Vercauteren die Meisterschaft zweimal als Spieler mit den meisten Torvorlagen.

### Nationalmannschaft
Vercauteren spielte 63 Mal für die belgische Nationalmannschaft. Er war in die Mannschaft involviert, die bei der Weltmeisterschaft 1986 den vierten Platz belegte und spielte auch beim WM-Turnier 1982 und der Europameisterschaft 1984. Obwohl er sein Debüt am 16. November 1977 gab (Belgien verlor 0:3 gegen Nordirland), wurde er nicht für die Europameisterschaft 1980 ausgewählt, in der Belgien ins Finale kam.

## Trainerkarriere
Am Ende seiner Spielerkarriere wurde er Trainer des Jugendteams des CS Braine, einem kleinen Verein in Wallonisch-Brabant. Ein Jahr später wechselte er zum KV Mechelen, wo er zunächst das Jugendteam und dann die erste Mannschaft (1997–1998) trainierte. Am Ende der Saison unterzeichnete er als Co-Trainer bei seinem ersten Verein, RSC Anderlecht. Er wurde nach einem enttäuschenden Saisonstart in die Saison 1998/99 kurzerhand zusammen mit seinem Freund Jean Dockx zum Trainer ernannt.
In der Spielzeit 2006/07 konnte er mit dem RSCA bereits nach der Saison 2005/06 seinen zweiten belgischen Landesmeistertitel feiern. Unter seiner Leitung befanden sich in diesen beiden Jahren unter anderem der belgische Jungnationalspieler Vincent Kompany oder auch Christian Wilhelmsson (schwedischer Nationalspieler), Ahmed Hassan (ägyptischer Nationalspieler) und viele argentinische Talente wie Nicolás Frutos, Nicolás Pareja und Lucas Biglia (wurde mit der argentinischen U-20 Nationalmannschaft als Kapitän Weltmeister).
Am 12. November 2007 wurde er vom RSC Anderlecht entlassen, nachdem er mit sieben Punkten Rückstand auf den Tabellenführer nur den vierten Platz in der Liga belegte. Nach einer kurzen Stippvisite bei der Belgischen Herrennationalelf im Jahre 2009, wurde er noch im selben Jahr entlassen und übernahm den KRC Genk. Ab 2011 trainierte er den Al-Jazira Club. Am 30. Oktober 2012 wurde er Trainer von Sporting Lissabon, wurde dort jedoch bereits am 7. Januar 2013 wieder entlassen, weil sein Erfolg hinter den Erwartungen zurückblieb.
Nachdem er ein Jahr ohne Verein war, wurde er Anfang Januar 2014 vom damals in der Ersten Division spielenden KV Mechelen als Trainer mit einem Vertrag bis zum Ende der Saison verpflichtet. Er hielt den Verein während seiner Amtszeit weiter auf Abstand von den Abstiegsplätzen, erreichte dann aber in den Play-off-2 nicht den ersten Platz, der eine mögliche Qualifikation für den Europapokal bedeutet hätte. Der Verein beschloss dann, dass sein Vertrag nicht verlängert wurde.
Vercauteren wechselte dann als Trainer zum russischen Verein Krylja Sowetow Samara. Samara war in dieser Saison in die Perwenstwo FNL, der zweithöchsten russischen Liga, abgestiegen. Unter Vercauteren gelang dem Verein der sofortige Wiederaufstieg zur Saison 2015/16 in die Premjer-Liga. Nachdem diese Saison im Mittelfeld der Liga abgeschlossen wurde, wurde sein Vertrag verlängert. In der nächsten Saison stand Samara Ende Oktober 2016 nach einer 1:9-Niederlage auf dem letzten Platz. Vercauteren wurde dann als Trainer entlassen.
Wieder war Vercauteren für ein Jahr ohne Arrangement. Am 16. Oktober 2017 unterschrieb er wieder in Belgien einen Vertrag bei Cercle Brügge. Unter ihm als Trainer gewann der Verein die zweite Tranche der Division 1B und auch die Aufstiegsspiele. Trotz Aufstieg in die erste Division beschlossen Vercauteren und der Verein eine Trennung im gegenseitigen Einvernehmen.
Sein Weg führte dann wieder ins Ausland. Er unterschrieb einen Vertrag mit einjähriger Laufzeit mit einer Verlängerungsoption für ein weiteres Jahr beim saudi-arabischen Verein Al-Batin. Nachdem der Verein Ende Oktober 2018 nur vier von 21 möglichen Punkten erreicht hatte, wurde er vom Verein entlassen.
Im Februar 2019 übernahm Vincent Euvrard die Aufgabe des Trainers von Oud-Heverlee Löwen, einem Verein in der Division 1B. Gleichzeitig wurde Vercauteren von Löwen als Berater eingestellt.
Am 3. Oktober 2019 wechselte er zum RSC Anderlecht und wurde dort als Nachfolger von Simon Davies als neuer Cheftrainer verpflichtet. Am 17. August 2020 übernahm Vincent Kompany nach Beendigung seiner Spielerkarriere selbst die Tätigkeit als Trainer, und Vercauteren wurde entlassen.
Anfang Januar 2021 wurde er von Royal Antwerpen als neuer Trainer für den Rest der Saison als Nachfolger von Ivan Leko verpflichtet. Vercauteren erreichte mit Antwerpen Platz 2 in der Hauptrunde, wenn auch mit 16 Punkten Rückstand auf den FC Brügge. In der Meister-Play-off-Runde konnte der Verein nach 3 Niederlagen und zwei Remis nicht mit Brügge und dem KRC Genk mithalten und erreichte Platz 3 in der Play-off-Runde. Da Genk als Vizemeister zugleich Pokalsieger war, stand diesem der höhere Qualifikationsplatz in der Champions League zu, so dass Antwerpen den Platz von Genk in den Play-offs zur Europa League einnahm. Vercauterens Vertrag endete zum Ende der Saison.